# Penta-1,3-dien
Penta-1,3-dien, též piperylen je těkavý a hořlavý bezbarvý kapalný uhlovodík ze skupiny alkadienů. Získává se jako vedlejší produkt při výrobě ethylenu z ropy.
Piperylen se používá jako monomer ve výrobě plastů a lepidel.